# Terenc Toçi
Terenc Toçi vagy olasz nevén Terenzio Tocci (San Cosmo Albanese, 1880. március 9. – Tirana, 1945. április 14.) arberes (olaszországi albán) születésű albán politikus, publicista, jogász. A századfordulótól az albán függetlenségért harcolt, előbb publicistaként és szónokként, majd 1911 áprilisában a kezdeményezésére Mirdita vidékén kikiáltott, kérészéletű független Albánia ideiglenes kormányának vezetőjeként. 1920 után aktívan részt vett a konszolidálódott Albánia politikai életében. 1925-ben az ország legfelsőbb bíróságának vezetője, 1937-től 1938-ig nemzetgazdasági miniszter, 1940-től 1942-ig a nemzetgyűlésként funkcionáló Fasiszta Korporatív Főtanács elnöke volt. A második világháború után a kommunista különbíróság háborús bűnösként halálra ítélte, majd kivégezték.

## Életútja
Cosenza tartomány egyik arberes falujában, San Cosmo Albanesében született. A San Demetrio Corone-i Szent Adrián Arberes Kollégiumban tanult jogot. Pályáját újságíróként kezdte, 1903–1904-ben Manlio Bennicivel Rómában szerkesztette az olasz–albán nyelvű Gazzeta Albanese / Gazeta Shqiptare című folyóiratot. Kitűnt szónoki képességével és vállalkozókedvével, így az albán nemzet függetlenségéért küzdő körök megbízásából 1908–1909-ben az amerikai kontinensen utazgatott, többek között New Yorkban, Philadelphiában, Chicagóban, Rio de Janeiróban, Buenos Airesben és Montevideóban tartott gyújtó hangú beszédeket, erkölcsi és anyagi támogatást keresendő az albán küzdelmek megsegítésére.
1910-ben az Olaszországi Albánok Tanácsa (Consiglio Albanese d’Italia) és Ricciotti Garibaldi megbízásából Albániába ment, feladata az 1911-es felkelés szervezésében való részvétel volt. Felhívására 1911. április 26-án Orosh mellett összegyűltek Mirdita és Dukagjin katolikus, Mat és Dibra muszlim törzsfői, és április 27-én kikiáltották Albánia függetlenségét. Kasztrióta György halála óta ekkor lengett először ismét a kétfejű sasos lobogó albán földön, másfél évvel megelőzve az ország függetlenségnek tényleges kikiáltását, a vlorai nemzetgyűlést. A lázadók Toçi vezetésével megalakították ideiglenes kormányukat. Garibaldi azonban a korábban beígért katonai segítséget nem tudta biztosítani, az olasz kormány ugyanis, neszét véve az akciónak, az utolsó pillanatban lefegyverezte tízezer katonáját. A magukra maradt albánok fő katonai ereje, a mirditák ezt követően megtámadták és elfoglalták a közeli Lezhát, a fellegvárból pedig nagy mennyiségű fegyvert és lőszert zsákmányoltak. Az ellenük küldött oszmán büntetőalakulatokat 1911. június 5-én nagy veszteségeket okozva visszaverték. Ezt követően azonban a mirditák végül megegyeztek a Portával, így Toçi köztársasága megbukott.
Toçi a kudarcot követően 1911 júliusában visszatért Olaszországba, ahol megalapította La Rivista dei Balcani (’Balkáni Figyelő’) című kéthetilapját. Albánia függetlenségének kikiáltása után, 1913 márciusában részt vett az albán államiság ügyét megtárgyaló trieszti albán kongresszuson. A tanácskozáson amellett kardoskodott, hogy az Albánia státusára vonatkozó nagyhatalmi döntés megvárása helyett azonnali fegyveres harc árán kell biztosítaniuk országuk függetlenségét. A fáma szerint Toçi annyira nekihevesedett szónoklatának, hogy a kongresszust és az albán függetlenségi célokat protezsáló Osztrák–Magyar Monarchiát is bírálni kezdte, végül erőszakkal kellett eltávolítani az ülésteremből. Toçi a trieszti fejleményeket fiaskóként élte meg, nem sikerült a nemzeti mozgalom vezető alakjaként pozicionálnia magát. A kudarcot követően egy hasonló kongresszus megszervezését tűzte ki célul, ezúttal olasz protekcióval, ám ez irányú törekvései is meghiúsultak. Ezt követően az albániai Shkodrában telepedett le, és a Taraboshi című helyi napilap szerkesztőjeként tevékenykedett. Az első világháború során Olaszországba deportálták, Rómában élt, ahol 1919 tavaszán megismerkedett az albán politikai életben később vezető szerepet játszó ifjú Amet Zogollival (későbbi nevén Zoguval).
1920-ban visszatért Albániába, ismét Shkodrában telepedett le, jogi ügyekkel és újságírással foglalkozott, a helyi közélet ismert alakja lett. 1921 nyarán Korça prefektusává nevezték ki, majd rövid ideig, 1922 februárja és májusa között Albánia egyiptomi főkonzulja volt. Hazatérését követően 1923-ig irányította a kormányzati sajtóirodát, ezzel párhuzamosan 1923-tól nemzetközi jogot tanított egy tiranai jogi iskolában. Eleinte a Zogu-ellenes politikai körökkel tartott, hatalmának megszilárdulásával azonban Zogu hívéül szegődött, és az elkövetkező években fontos állami pozíciókat töltött be. 1924–1925-ben az albán nemzetgyűlés képviselője volt, 1925-ben a legfelsőbb bíróság munkáját irányította annak főbírájaként, 1927 áprilisától pedig a köztársasági elnöki hivatal főtitkára volt.
Zogu királlyá koronázásával egy időben, 1928 szeptemberében ideiglenesen visszavonult a közélettől. Az olasz–albán államközi és gazdasági kapcsolatok megerősödésével azonban ismét az előtérbe lépett. Koço Kota kormányában a nemzetgazdasági tárcát vezette 1937. március 23-ától 1938. május 31-éig, a két ország gazdasági kapcsolatainak megerősítésén, az olasz részről tervbe vett vámunió előkészítésén dolgozott. 1937-től 1939-ig ismét az albán nemzetgyűlés képviselője volt.
Albánia 1939. áprilisi olasz elfoglalását követően a nemzetgyűlés feloszlatásával törvényalkotó testületként létrehozott Fasiszta Korporatív Főtanács elnöke lett. Politikai munkája mellett albánra fordította Benito Mussolini beszédeinek gyűjteményét. 1942 novemberében, miután autós bombamerényletet kíséreltek meg ellene, lemondott főtanácsi elnöki tisztéről. Ezt annál is könnyebben tette meg, mert időközben meggyőződése lett, hogy Mussolini fasiszta rendszere a vesztébe dönti Albániát.
A kommunista partizánok végső győzelme küszöbén, Tirana 1944. november 17-ei felszabadulásakor ismerősei figyelmeztették, hogy neve szerepel a kommunisták „halállistáján”. Toçi azonban úgy döntött, áll az esetleges bírósági eljárás elébe, tetteiért vállalja a felelősséget. Még aznap letartóztatták, és miután a telet egy ablaktalan börtöncella nyirkos betonpadlóján vészelte át, 1945 áprilisában a kommunista különbíróság háborús bűnök és népellenes cselekmények vádjával halálra ítélte. 1945. április 14-én végezték ki tizenhat második világháborús albán politikai vezetővel, köztük Fejzi Alizotival, Aqif Përmetivel, Zef Kadarjával és Bahri Omarival együtt.

## Publicisztikai munkássága
Toçi élete során, főként olasz és albán nyelven számos cikket és jó néhány könyvet írt az albánság múltjáról, az albán politikai és közjogi helyzetről, illetve egyes politikai eseményekről.

### Főbb művei
- La questione albanese (’Az albánkérdés’). Cosenza: Tipografia Forense. 1901.
- Il governo provisorio d’Albania (’Albánia ideiglenes kormánya’). Cosenza: (kiadó nélkül). 1911.
- Albania e gli albanesi: Storia, geografia, usi e costumi (’Albánia és az albánok: Történelem, földrajz, hagyományok és szokások’). Milano: Società Editrice Milanese. [1911].   64 o.
- I delitti del Taraboshi ovvero la civilità europea a Scutari d’Albania (’A taraboshi bűnök, avagy Az európai civilizáció az albániai Shkodrában’). Scutari: (kiadó nélkül). 1914.    182 o. (Albánia 1912–1914 közötti története)
- E drejta ndeshkimore: Parimet e përgjithëshme (’Büntetőjog: Alapelvek’). Shkodër: (kiadó nélkül). 1926.
- Fashizmi: Biseda e shkrime të B. Mussolini-t (’A fasizmus: B. Mussolini beszédei és írásai’). Tiranë: Mbrothësija. 1928.
- Gramatika e italishtjes pa msues (’Olasz nyelvtan tanár nélkül’). Tiranë: (kiadó nélkül). 1931.
- Il re degli albanesi (’Az albánok királya’). Milano: Mondadori. 1938.   172 o. (I. Zogu életrajza)
- Shqiponja arbërore (’Az albán sas’). Tiranë: (kiadó nélkül). 1943.   (Albánia államszervezete)